# Zatoczek obrzeżony
Zatoczek obrzeżony (Planorbis carinatus) – gatunek niewielkiego, płucodysznego, słodkowodnego ślimaka z rodziny zatoczkowatych (Planorbidae). Występuje w wodach śródlądowych Europy.

## Cechy morfologiczne
Muszla niezbyt duża, stosunkowo cienkościenna, lecz dosyć mocna. Szerokość muszli: 13–17 mm; wysokość: 2–3,3 mm. Muszla zbudowana z 4½–5 skrętów, dość szybko narastających, oddzielonych wyraźnym szwem. Ostatni skręt jest ponad dwa razy szerszy od przedostatniego. Skręty z obydwu stron są wyraźnie wypukłe. Środkiem ostatniego skrętu biegnie wyraźna krawędź, tylko nieznacznie przesunięta ku dołowi muszli, a na niej mocno zaznaczony, ostry kil (ważna cecha systematyczna!). Górna (funkcjonalnie) strona muszli zagłębiona, dolna (funkcjonalnie) – prawie płaska. Otwór muszli romboidalny, wyraźnie wyciągnięty ku dołowi. Krawędź otworu ostra, pozbawiona wargi. Na powierzchni muszli delikatnie zaznaczone regularne prążki poprzeczne, prążki spiralne słabo widoczne. Muszla barwy jasnorogowej, żółtozielonkawej lub białawej, lekko połyskująca. Ciało ślimaka ciemnoszare, stopa żółtoszara, grzbiet niekiedy czerwonawo prześwitujący, czułki żółtawe.

## Formy i podgatunki
Planorbis carinatus f. dubius Hartmann – muszla nieco mniejsza niż formy nominatywnej, skręty silnie wypukłe i zaokrąglone, kil słabiej zaznaczony i przesunięty ku dołowi. Występuje głównie w starorzeczach.

## Występowanie
Gatunek europejski, w Polsce pospolity na Pojezierzu Pomorskim, Pojezierzu Mazurskim, Kujawach, Nizinie Wielkopolskiej, Podlasiu, pojedyncze stanowiska znane są także z innych części kraju.

## Biologia i ekologia

### Zajmowane siedliska
Gatunek występuje w rozmaitych trwałych biotopach słodkowodnych: najczęściej w jeziorach, stawach, starorzeczach, kanałach, rowach, także w wolno płynących rzekach i potokach. Zasiedla litoral, zwykle w strefie przybrzeżnej. Występuje na kamieniach, przedmiotach zanurzonych, makrofitach oraz na podłożach piaszczystych. Wymaga czystej, dobrze natlenionej wody, o pH w zakresie 6,7–8,3 i niskiej trofii. 

### Odżywianie
Zdrapywacz, w skład jego diety wchodzą glony i rozkładające się rośliny naczyniowe, detrytus, także glony zbierane z błonki powierzchniowej. Najczęściej znajdowany na rzęśli Callitriche palustris, jezierzy (Najas marina), przęstce (Hippuris vulgaris), okrężnicy bagiennej Hottonia palustris, rdestnicach (Potamogeton sp.).

### Rozmnażanie
Obojnaki, zapłodnienie krzyżowe, kopulacja może trwać do kilku godzin. Zwykle kopulują dwa osobniki, funkcjonując na przemian jako samiec i samica. Obserwowano także próby autokopulacji, gdy ślimak kierował narząd męski do własnego otworu żeńskiego – możliwe samozapłodnienie. Jajorodne, jaja składane w kokonach jajowych, na płaskich, stabilnych powierzchniach (zanurzone przedmioty, łodygi rośliny wodnych). Kokony jajowe podobne do kokonów zatoczka pospolitego (Planorbis planorbis), ale bez bruzdy na górnej powierzchni, jaj zachodzą na siebie i ułożone są w dwóch warstwach. Długość kokonów: do 8 mm, liczba jaj: do 28, średnie wymiary jaj: 0,86×0,68 mm. Rozwój embrionalny trwa 14–17 dni, młode ślimaki mają muszle o wielkości (średnicy) ok. 0,8–0,9 mm. Długość życia – prawdopodobnie ok. 2 lat.